# Jurgen Van Goolen
Pour les articles homonymes, voir Van Goolen.
Jurgen Van Goolen, né le 28 novembre 1980 à Louvain, est un coureur cycliste belge, professionnel de 2002 à 2013.

## Biographie
Ses nombreuses victoires en junior et dans la catégorie des moins de 23 ans en ont fait un des principaux espoirs belges. Il remporte ainsi Liège-Bastogne-Liège espoirs en 2000, et le championnat de Belgique contre-la-montre de la catégorie à deux reprises (2000 et 2001). En 2000, Jurgen Van Goolen participe aux championnats du monde, à Plouay en France. Il y est 13e de la course en ligne des moins de 23 ans. En fin de saison, il est lauréat du Vélo de cristal du meilleur jeune cycliste belge de l'année. Il est à nouveau présent aux championnats du monde de 2001 à Lisbonne au Portugal. Il y prend la septième place de la course en ligne des moins de 23 ans et la sixième place du contre-la-montre. Il termine l'année à la douzième place du classement UCI des moins de 23 ans.
Lorsqu'il arrive chez les professionnels en 2002 au sein de l'équipe Domo, de nombreuses attentes pèsent donc sur lui. Il tarde pourtant à percer, gêné par de nombreuses blessures. Ainsi en 2006 il se fracture la hanche lors du Tour de l'Algarve. Van Goolen est néanmoins un coéquipier précieux, ce qui lui vaut d'être régulièrement sélectionné pour disputer le championnat du monde (2003, 2004, 2006, 2007).
L'absence de résultats le pousse à quitter l'équipe Quick Step-Innergetic. Recruté par l'équipe Discovery Channel en 2006, il réalise un bon Tour d'Espagne 2007. Souvent à l'attaque, il termine à la 31e place, après avoir porté le maillot de meilleur grimpeur durant plusieurs jours.
En 2008, il s'engage dans l'équipe CSC. Il quitte cette équipe à la fin de la saison 2009 pour rejoindre la formation Silence-Lotto.
Il est recruté par l'équipe Verandas Willemws-Accent en janvier 2011. Il remporte la première victoire de sa carrière lors de l'étape du Port de Balès de la Route du Sud, où il l'emporte seul à Bagnères-de-Luchon après 187 kilomètres d'échappée.

## Palmarès et résultats

### Palmarès amateur
- 1996
  - Champion du Brabant sur route débutants
  - 2e du championnat du Brabant du contre-la-montre débutants
- 1997
  - Champion du Brabant sur route juniors
  - 2e du championnat du Brabant du contre-la-montre juniors
- 1998
  - Circuito Cántabro Junior
  - Tour des Flandres juniors
  - Trophée des Provinces Françaises
  - Liège-La Gleize
  - Keizer der Juniores
  - 2e du championnat de Belgique du contre-la-montre juniors
  - 2e des Trois Jours d'Axel
  - 3e du Trophée des Flandres
- 1999
  - 2e de la Flèche de Liedekerke
- 2000
  -  Champion de Belgique du contre-la-montre espoirs
  - Liège-Bastogne-Liège espoirs
  - Tour du Limbourg amateurs :
    - Classement général
    - 3e étape (contre-la-montre)

  - 7e étape du Tour de Liège (contre-la-montre)
  - 1re étape du Triptyque des Barrages
  - Grand Prix Guillaume Tell :
    - Classement général
    - 2e étape

  - Grand Prix Wielerrevue
- 2001
  -  Champion de Belgique du contre-la-montre espoirs
  - Tour du Limbourg amateurs :
    - Classement général
    - 2e étape (contre-la-montre)

  - Triptyque des Barrages
  - 3e du Zesbergenprijs Harelbeke
  - 3e du Circuit du Hainaut
  - 6e du championnat du monde du contre-la-montre espoirs
  - 7e du championnat d'Europe du contre-la-montre espoirs
  - 7e du championnat du monde sur route espoirs

### Palmarès professionnel
- 2003
  - 2e du championnat de Belgique sur route
  - 2e du Tour du Danemark
- 2004
  - 3e du Tour de l'Ain
- 2011
  - 3e étape de la Route du Sud
  - 3e de la Course des raisins
- 2013
  - 2e de la Course des raisins

### Résultats sur les grands tours

#### Tour d'Italie
2 participations
- 2007 : 96e
- 2009 : 85e

#### Tour d'Espagne
8 participations
- 2002 : 116e
- 2003 : 42e
- 2004 : 56e
- 2005 : 48e
- 2006 : 39e
- 2007 : 31e
- 2008 : 16e
- 2010 : 34e

### Classements mondiaux
| Année              | 2006 | 2007 | 2008 | 2009 | 2010 | 2011 | 2012 | 2013 |
| ------------------ | ---- | ---- | ---- | ---- | ---- | ---- | ---- | ---- |
| Classement ProTour | 193e |      |      |      |      |      |      |      |
| UCI Europe Tour    |      |      |      |      |      | 228e | 758e | 189e |

## Distinction
- Vélo de cristal du meilleur jeune belge en 2000